# Bankei Yōtaku
Bankei Yōtaku (盤珪永琢, 1622-1693) est un maître du Rinzai Zen, abbé de la Ryōmon-ji et Nyohō-ji.
Il est surtout connu pour ses enseignements sur le "non-né". Selon D. T. Suzuki, Bankei est, avec Dogen et Hakuin, un des plus importants maîtres Zen Japonais et son concept de non-né est un des développements les plus originaux de l'histoire de la pensée Zen.

## Biographie

### Enfance et formation
Bankei Yōtaku est né en 1622, dans la Province de Harima, fils de Suga Dosetsu, un samouraï porté vers la médecine. Enfant, il portait le nom de Muchi. Son père meurt alors qu'il avait 11 ans. L'année suivante, il entre à l'école.
Il reçoit un enseignement basé sur les classique de la littérature confucéenne. Un jour, son professeur lit la première ligne de Apprentissage : « La voie de l'apprentissage réside dans la clarification de la vertu lumineuse ». Bankei a des échanges passionnés avec son professeur, et il l'implore de lui expliciter le sens de cette phrase. 
Comme les réponses qu'il reçoit le laissent insatisfait, il questionne de nombreux érudits confucéens et bouddhiste, sans plus de succès. Son besoin de trouver des réponses est si intense qu'il délaisse ses études. En 1633, il est exclu de sa famille. Toutefois un ami, Yūkan Nakahori, lui permet de rester dans une petite cabane des environs. Bankei, qui est un personnage plutôt original, nomme alors sa cabane « Ermitage de la pratique », puis grave ces mots sur une planche qu'il place à l'extérieur de son refuge.
Bankei a probablement commencé à pratiquer le Bouddhisme Shin à cette époque. On sait qu'à l'âge de 15 ans, il suit l'enseignement de l'école Shingon, approfondissant l'étude des sutras. L'approche du Shingon ne le satisfaisait pas non plus si bien qu'il quitte cette école l'année suivante. À 16 ans, il quitte Hamada et se rend dans la province d'Ako pour rencontrer à Zuiō-ji un moine de la secte Rinzai qui répond au nom de Umpo Zenjo. Bankei presse Umpo de lui expliquer la vertu brillante. Ce dernier lui annonce que le seul chemin vers la compréhension passe par la pratique de zazen. Intrigué par ce conseil, Bankei se fait ordonner moine par Umpo. C'est alors qu'il reçoit son nom bouddhiste : Yōtaku (c'est-à-dire « Long polissage de la pierre de l'esprit »).
Bankei quitte Zuiō-ji peu de temps après ses 19 ans, et se rend à Kyoto, Osaka et Kyûshû à la recherche d'une réponse à sa question. Au cours de ses voyages, il séjourne dans des temples, dort en pleine nature, erre comme un mendiant. En 1645, âgé de 24 ans, il retourne à Zuiō-ji, pas plus sage que le jour où il l'a quitté. À ce moment, Umpo lui dit que la réponse qu'il cherche ne peut être trouvée qu'à l'intérieur de lui-même, et pas au moyen d'un intermédiaire. Bankei construit une petite cabane à proximité du temple et y vit comme un ermite. Il s’assoit pendant des heures, s'adonnant à la pratique de zazen, abandonne tout confort physique, ne visant rien d'autre que parvenir à la compréhension totale des choses. Il pratique de cette façon de nombreuses années, mais finalement, à force de négliger son corps, il contracte la tuberculose. Le médecin auprès de qui il se rend pour se faire soigner lui annonce qu'il va mourir.

### Réalisation du non-né
C'est au cours de cette expérience de mort imminente qui Bankei réalise le non-né. Il témoignera plus tard de cette expérience : « Je percevais une sensation étrange dans ma gorge et crachai contre un mur. Une masse de mucosités noires, de la taille d'une grosse myrtille, roula sur le mur... Soudain, juste à ce moment, je réalisai ce qui m'avait échappé jusqu'alors : tout est parfaitement résolu dans le non-né (All things are perfectly resolved in the unborn) ».
Avec cette révélation, son questionnement cesse, et sa condition physique s'améliore. Il reprend suffisamment de force pour voyager à nouveau et retourne voir Umpo afin de lui faire part de son expérience. Umpo confirme son illumination et l'envoie auprès de Gudō Toshoku, un autre maître Rinzai, afin qu'il confirme également cette expérience.

### Demande de confirmation
À l'âge de 26 ans, Bankei se rend donc dans la préfecture de Gifu, à Daisen-ji, où Gudo était abbé. Mais lorsqu'il arrive, Gudo est absent, et Bankei visite d'autres enseignants Zen. Aucun d'entre eux n'est capable de confirmer sa compréhension. Après une année de vie dans la campagne autour de Daisen-ji, Bankei rend visite une fois de plus à Umpo.
En 1651, Bankei entend dire qu'un maître Chan du nom de Dosha Chogen est arrivé à Nagasaki. Umpo lui conseille d'aller le voir. Bankei trouve Dosha Chogen à Sōfuku-ji, un temple de style chinois. Dosha confirme la compréhension de Bankei dès leur première rencontre, mais il ajoute que cette compréhension est incomplète. Cette remarque vexe Bankei qui de l'accepter. Il reste néanmoins dans ce temple pour observer un peu l'enseignement de Dosha, et comprend finalement que ce dernier avait raison.

### Éveil définitif
Bankei vit avec les autres moines dans le temple, refusant toutefois de chanter les sutras en chinois avec eux. En 1652, au cours d'une méditation en commun avec les autres moines, Bankei fait l'expérience de l'éveil définitif. Dosha le lui confirme le jour suivant : Bankei a finalement réglé la Grande Question. Bankei refuse une position élevée dans le monastère, préférant sa modeste existence dans la cuisine. L'année suivante Bankei retourne à Harima, pour une brève période, puis s'en va à Yoshino dans la Préfecture de Nara, où il vit comme un ermite. Dans les montagnes de Yoshino, dans le silence de sa retraite, Bankei rédige des poèmes bouddhistes sur le non-né.

## Enseignements

### Non-né
Le non-né (Japonais fushō) traduit un terme sanskrit, anutpāda, qui se décompose en deux mots: Un, qui est un préfixe négatif « non- / a- » (japonais  fu) et utpada, qui signifie production, genèse, mise au jour, naissance (japonais shō). La réunion des deux termes donne donc le sens n'ayant pas d'origine, non venu à l'existence, non-production.
La tradition bouddhiste utilise le terme anutpāda pour désigner l'absence d'origine. Le terme se trouve également dans le Lankavatara Sutra, où il est assimilé au terme sunyata, le vide. Selon D. T Suzuki, anutpāda ne signifie pas le contraire de utpāda, mais il transcende les opposés. Le mot pointe vers la vision de la vraie nature de l'existence, la vision que « tous les objets sont sans substance ».
Initialement, Bankei a utilisé l'expression fushō fumetsu, que l'on peut traduire par non-naissance et non-mort, ou encore par pas de création et pas de destruction. Par la suite, toutefois, Bankei emploie uniquement le terme non-né, puisqu'il est logiquement impossible de dire que quelque chose qui n'a pas été créé a été détruit, ce qui rend le terme éternel redondant.

### Atteindre le non-né
Bien que le non-né soit l'état naturel de l'homme, c'est la « critique du soi » plutôt que zazen ou la pratique des koans qui est nécessaire pour libérer le soi de l'illusion et de la dualité des pensées et des fixations (nen). Selon Bankei, l'illusion née du « désir égoïste », et nen sont « des images de choses vues et entendues ». On peut se détacher ainsi de ces illusions et de fixations : « en n'essayant jamais d'empêcher ou d'encourager les pensées, elles cesseront certainement d'elles-mêmes. »